# Nelly Pouget
Pour les articles homonymes, voir Pouget.
Nelly Pouget née le 19 mai 1955 à Dijon, est une compositrice et saxophoniste française autrice, multi instrumentiste en jazz contemporain et musiques improvisées.

## Biographie
Nelly Pouget fréquente dès l'âge de 13 ans le conservatoire de sa ville natale Dijon et, à 14 ans choisit le saxophone avec pour professeur Jean-Marie Londeix. Elle dirige et enregistre son premier CD en 1991 avec le batteur Sunny Murray en quatuor. Elle se produit avec de nombreux musiciens de la scène free jazz comme les batteurs Sunny Murray et Andrew Cyrille, les contrebassistes Kent Carter et Jean-François Jenny-Clark, les pianistes Marilyn Crispell, Siegried Kessler. En 1993, elle fait connaître le pianiste et arrangeur californien Horace Tapscott, lors de son deuxième disque. En 1996, elle joue avec le pianiste Makoto Sato et le contrebassiste James Lewis.
En 2017, Philippe Lenoir réalise un film qui retrace la vie et l’œuvre de Nelly Pouget.

## Disques
- Le Dire, Nelly Pouget quartette, Minuit Regards, 1991
- Le Vivre, Nelly Pouget quartette / septette , Minuit Regards, 1993
- Quartet Live at Procreart Paris, Nelly Pouget , Minuit Regards, 1996
- Le Voir, Nelly Pouget duo avec piano, Minuit Regards, 1997
- Fraîcheur Cuivrée, Nelly Pouget solo CD, Minuit Regards, 1999
- Le Waw, Nelly Pouget duo avec grandes orgues, 2002
- Spirale Danse, CD Nelly Pouget, Minuit Regards, 2017

## Filmographie
- Spirale Danse, réalisation Jérémie Lenoir, 2017

## Prix et distinctions
- ffff, Télérama, pour l'album Le Dire, 1992[6]
- Disque du mois, Le Dire, 1991[7]